# 尹英烈

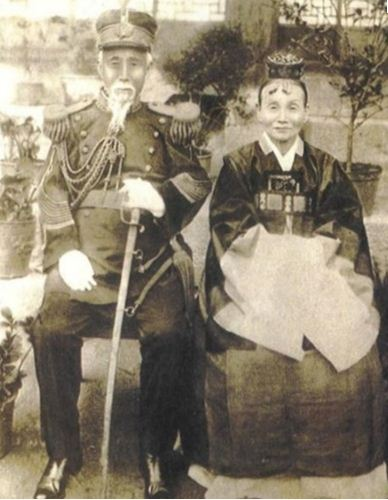
尹英烈と妻の韓鎮淑（1927年）

尹 英烈（ユン・ヨンニョル、いん えいれつ、1854年4月15日 - 1939年11月8日）は、李氏朝鮮末期から大韓帝国にかけての軍人・政治家。字は白熊、号は蓮亀・敬齎。

## 親族
尹斗寿の子孫である。尹得実は祖父、尹取東は父、尹雄烈は兄、尹致旿、尹致昭、尹致晟、尹致昞、尹致明、尹致暎は息子、尹致昊、尹致旺、尹致昌は甥、尹日善、尹明善、尹潽善、尹源善、尹沢善は孫である。